# Rosaster
Genre
Synonymes
- genre Nereidaster Verrill, 1899[1]
- sous-genre Nymphaster (Neridaster) Verrill, 1899[1]

Rosaster est un genre d'étoiles de mer de la famille des Goniasteridae.

## Liste d'espèces et sous-espèces
Selon World Register of Marine Species (16 septembre 2020) :
- Rosaster alexandri (Perrier, 1881) -- Caraïbes
- Rosaster attenuatus Liao, 1984 -- Mer de Chine
- Rosaster bipunctus (Sladen, 1889)
- Rosaster cassidatus Macan, 1938
- Rosaster confinis (Koehler, 1910)
  - Rosaster confinis confinis (Koehler, 1910)
  - Rosaster confinis timorensis Döderlein, 1924
- Rosaster endilius McKnight, 1975 -- Pacifique
- Rosaster florifer (Alcock, 1893) -- Mer d'Andaman
- Rosaster mamillatus Fisher, 1913 -- Philippines
- Rosaster mimicus Fisher, 1913 -- Nouvelle-Zélande
- Rosaster nannus Fisher, 1913 -- Philippines
- Rosaster symbolicus (Sladen, 1889) -- Philippines

## Galerie

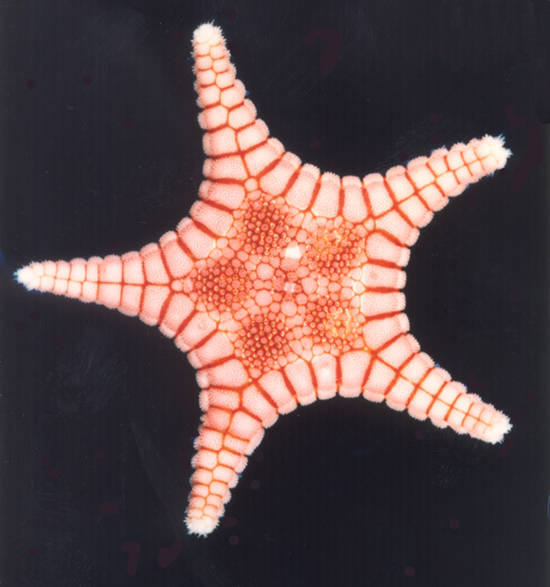
Rosaster alexandri
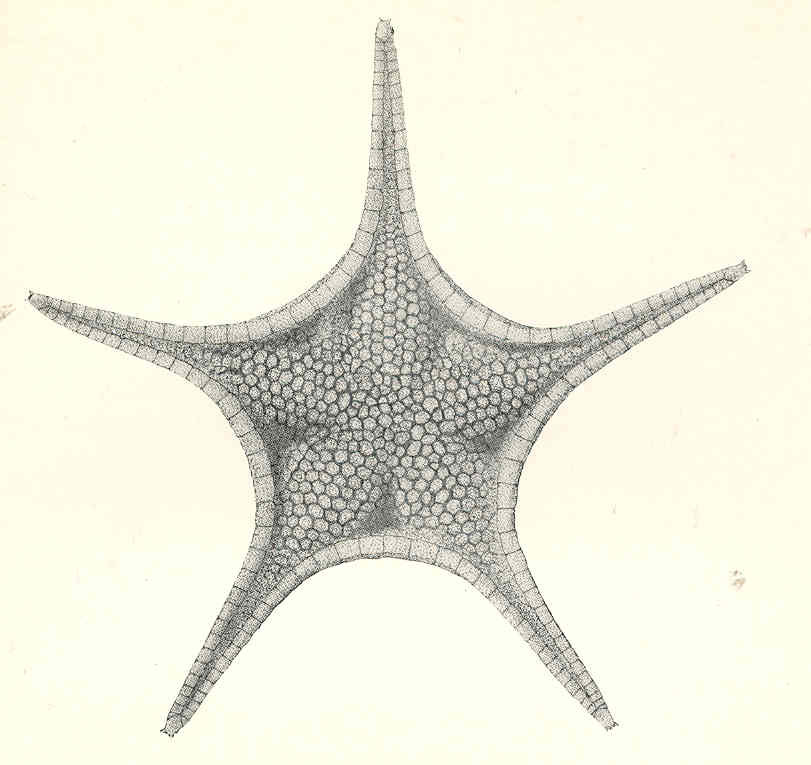
Rosaster florifer.
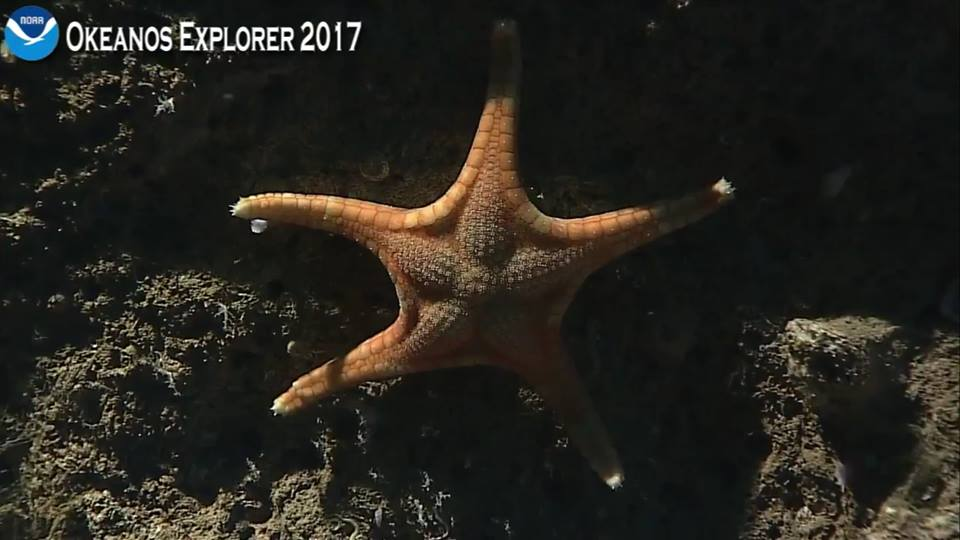
Une Rosaster sp. observée dans les abysses des îles Samoa par l'expédition scientifique Okeanos Explorer en 2017.